# Firmamento

Concepção hebraica primitiva do cosmos. O firmamento, Sheol e Tehom são retratados.

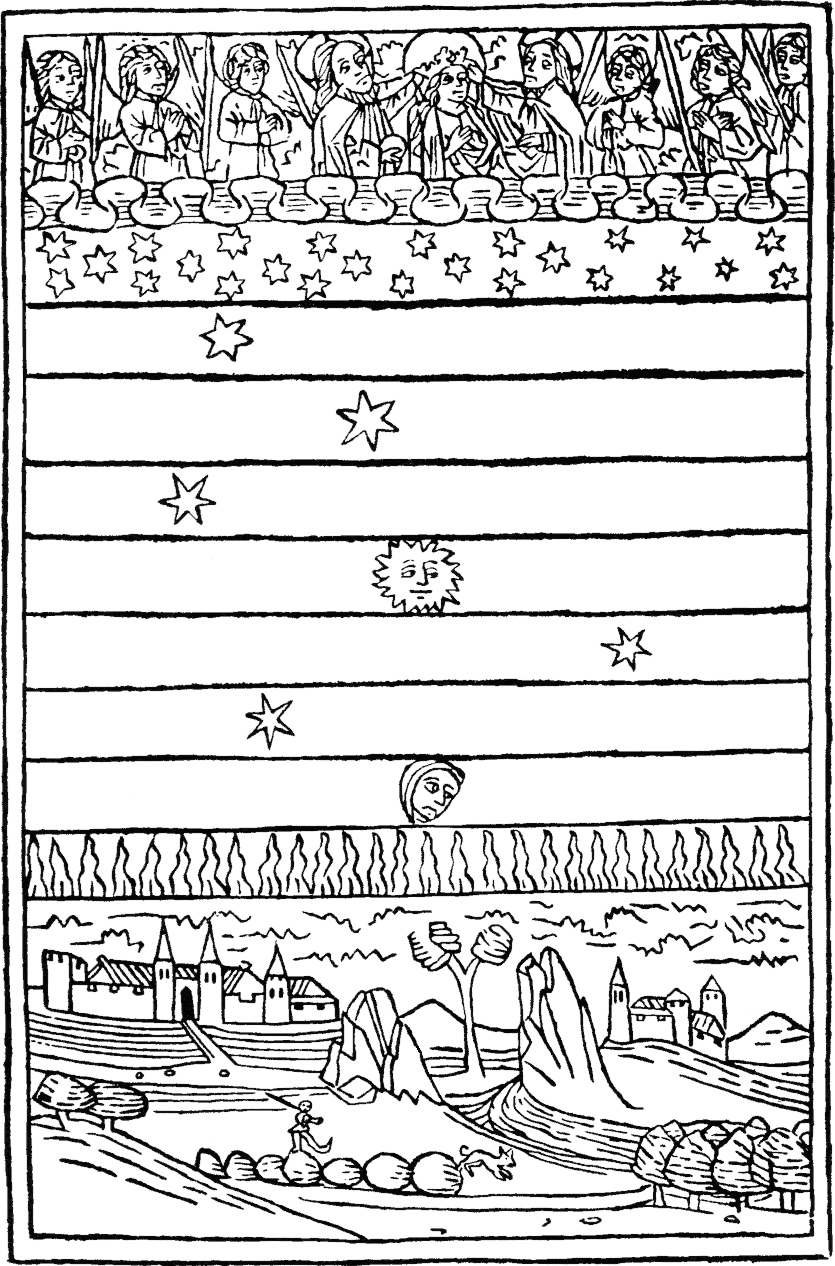
O sol, planetas e anjos e o firmamento. Xilogravura datada de 1475

Na cosmologia bíblica, o firmamento é a barreira cósmica criada por Deus no segundo dia de sua criação do mundo para separar as águas primordiais em porções superiores e inferiores para que a terra seca pudesse aparecer. O conceito foi adotado nos modelos clássicos e medievais subsequentes de esferas celestiais, mas foi abandonado com os avanços da astronomia durante os séculos XVI e XVII. Atualmente, permanece como um sinônimo de "céu" ou "paraíso".

## Etimologia
Em inglês, a palavra "firmamento" é registrada já em 1250, na Middle English Story of Genesis and Exodus.
Mais tarde, apareceu na Bíblia King James. A mesma palavra é encontrada nas traduções da Bíblia em francês e alemão, todas do latim firmamentum (um objeto firme), usado na Vulgata (século IV). Este por sua vez é um calque do grego στερέωμᾰ (steréōma), também significando uma estrutura sólida ou firme (grego στερεός = rígido), que aparece na Septuaginta, a tradução grega feita por estudiosos judeus por volta de 200 aC.
Todas essas palavras traduzem a palavra Hebraico Bíblico rāqīaʿ ('רָקִ֫יעַ‎), usado por exemplo em Gênesis 1.6, onde é contrastado com shamayim (שָׁמַיִם‎), traduzido como "céu" em Gênesis 1.8. Rāqīaʿ deriva da raiz rq (רָקַע), que significa "bater ou espalhar-se finamente". Gerhard von Rad explica:
Rāqīaʿ significa aquilo que é firmemente martelado, estampado (uma palavra da mesma raiz em fenício significa "prato de lata"!). O significado do verbo rq refere-se ao martelar da abóbada do céu em firmeza (Isa. 42.5; Sl.136.6). A Vulgata traduz rāqīa como firmamentum, e essa continua sendo a melhor tradução.— Gerhard von Rad 

## História

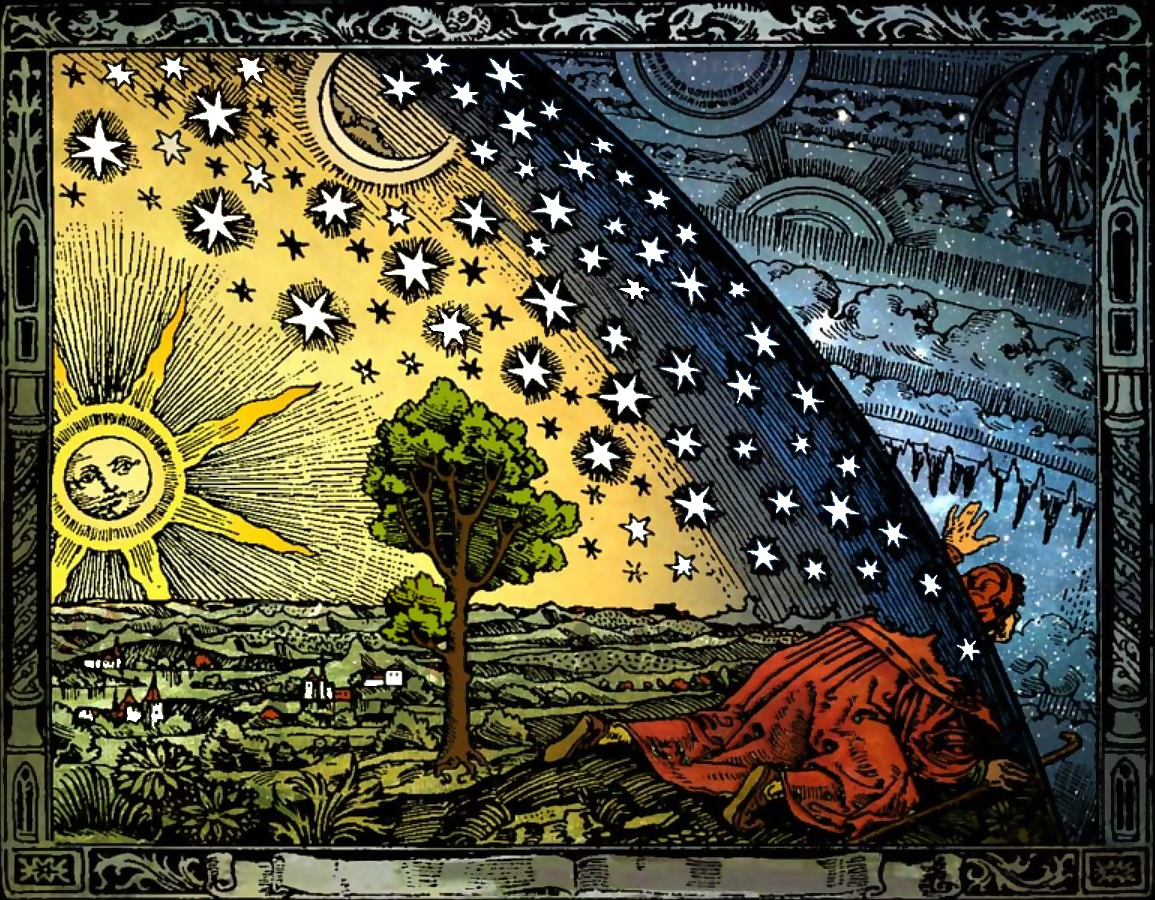
A Gravura Flammarion (1888) retrata um homem rastejando sob a borda do firmamento, representado como se fosse um hemisfério sólido, para olhar o misterioso além. A legenda abaixo da gravura (não mostrada aqui) se traduz em "Um missionário medieval conta que encontrou o ponto onde o céu e a Terra se encontram..."

Os antigos hebreus, como todos os povos antigos do Oriente Próximo, acreditavam que o céu era uma cúpula sólida com o Sol, a Lua, planetas e estrelas embutidos nele. Por volta dos séculos IV a III a.C, os gregos, sob a influência de Aristóteles, que argumentavam que os céus deveriam ser perfeitos e que uma esfera era a figura geométrica perfeita, trocaram isso por uma Terra esférica cercada por esferas sólidas. Este se tornou o modelo dominante na visão de mundo clássica e medieval, e mesmo quando Copérnico colocou o Sol no centro do sistema, ele incluiu uma esfera externa que continha as estrelas (e fazendo a Terra girar diariamente em seu eixo, permitiu que o firmamento ficasse completamente estacionário). Os estudos de Tycho Brahe sobre a nova de 1572 e o Grande Cometa de 1577 foram os primeiros grandes desafios à ideia de que os orbes existiam como objetos materiais sólidos, incorruptíveis, e em 1584, Giordano Bruno propôs uma cosmologia sem firmamento: um universo infinito no qual as estrelas são realmente sóis com seus próprios sistemas planetários. Depois que Galileu começou a usar um telescópio para examinar o céu, tornou-se mais difícil argumentar que os céus eram perfeitos, como exigia a filosofia aristotélica, e em 1630 o conceito de orbes sólidos não era mais dominante.

## Citações
1. ↑  Pennington 2007, p. 42.
2. ↑  Ringgren 1990, p. 92.
3. ↑  «Online Etymology Dictionary – Firmament». Consultado em 25 de outubro de 2010. Cópia arquivada em 18 de outubro de 2012
4. ↑  Brown, Francis; Driver, S.R.; Briggs, Charles A. (1951). A Hebrew and English Lexicon of the Old Testament. [S.l.]: Oxford University Press p. 955.
5. ↑  «Lexicon Results Strong's H7549 – raqiya'». Blue Letter Bible. Blue Letter Bible. Consultado em 4 de dezembro de 2009. Cópia arquivada em 3 de novembro de 2011
6. ↑  von Rad 1961, p. 53.
7. ↑  Seely, Paul H. (1991). «The Firmament and the Water Above» (PDF). Westminster Theological Journal. 53: 227–40. Consultado em 2 de fevereiro de 2010. Cópia arquivada (PDF) em 5 de março de 2009
8. 1 2  Grant 1996, p. 349.
9. ↑  Giordano Bruno, De l'infinito universo e mondi (On the Infinite Universe and Worlds), 1584.